# Південна вежа (Києво-Печерська лавра)
Півде́нна, або Дзиґа́рська (Годиннико́ва) ве́жа Ки́єво-Пече́рської ла́ври — частина фортечних споруд Києво-Печерської лаври. Пам'ятка архітектури місцевого значення (охоронний № 4/18, корпус № 89). Споруджена у 1698—1701 роках. Цінний зразок фортифікаційного мистецтва XVII-XVIII ст.

## Перші дзиґарі в Києві

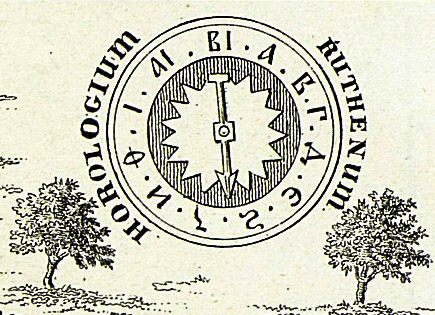
Руський (український) дзиґар (1674). Фрагмент плану Ближніх і Дальніх печер Інокентія Ґізеля

Про найперші годинники у Києві письмові джерела згадують із XVI ст. Один із них був установлений на вежі Київського замку, про що свідчить документ 1552 року. Про дзиґар на печерській дзвіниці повідомляє німецький купець і мандрівник Мартін Ґруневеґ, який відвідав місто у жовтні 1584 року.

## Історія вежі
Дзиґарську вежу звели на кошти гетьмана Івана Мазепи. Це була фортифікаційна споруда з бійницями для ведення вогню з флангів. 1701 року на ній встановили дзиґар (годинник). Згодом він, імовірно, вийшов з ладу. 1764 року лаврський підданий, дзиґармайстр (годинникар) Петро Чернявський повідомляв архімандриту Зосимі про сім дзвонів, зроблених ним раніше спеціально для годинника. Сам годинник зняли з васильківської дзвіниці й доставили до лаври у червні того ж року.
За описом 1786 року, годинник мав дзвін вагою понад 30 пудів, який відбивав години, й п'ять малих дзвонів вагою 35, 30, 25, 20 і 15 фунтів. 1816 року годинник з боєм перенесено на Велику лаврську дзвіницю, але вежа зберегла назву Дзиґарської.
У XVIII столітті втратила фортифікаційне значення у зв'язку з будівництвом Печерської цитаделі й поступово перетворилася на господарську будівлю.
Впродовж 1925—1926 років проведено капітальний ремонт, під час якого стіни вежі було стягнуто у двох рівнях сталевим обруччям.
1973 року під керівництвом архітекторів Маріонели Говденко та Олени Годованюк здійснено реставрацію пам'ятки: укріплено стіни ін'єктуванням розчину в тріщини, замінено пошкоджені елементи конструкції бані, відновлено декор фасадів тощо.

## Архітектура

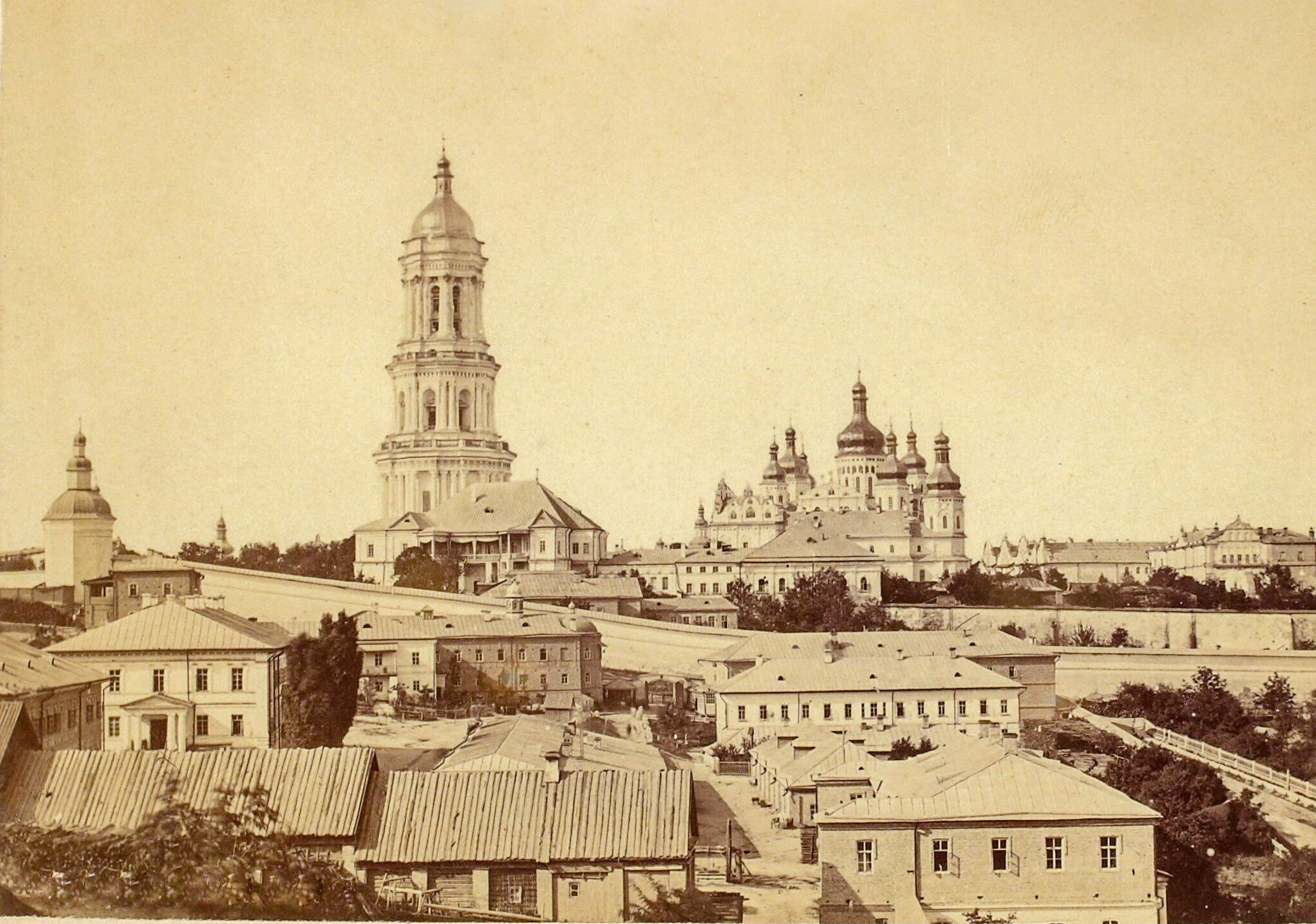
Дзиґарська вежа (зліва). 1880-ті роки

Первісно мала ґонтове покриття, яке 1785 року замінено на бляшане. 1797 року вежу тиньковано й побілено.
Вежа двоярусна, восьмигранна, цегляна, тинькована, побілена, завершена дерев'яною з бляшаною покрівлею банею барокової форми з банькою та маківкою, увінчаною хрестом на кулі. На гранях вежі прорізано по одному вузькому вікну-бійниці з півциркульною перемичкою. Стіни завершено карнизом складного профілю. Вхід у споруду — з північного боку.